# Jo Stafford
Jo Elizabeth Stafford (Coalinga, California; 12 de noviembre de 1917-Century City, Los Ángeles, California; 16 de julio de 2008) fue una cantante estadounidense de música popular tradicional así como de jazz cuya carrera abarcó desde finales de la década de 1930 hasta inicios de la de 1960. Fue muy admirada por la pureza de su voz, y fue considerada como una de las más versátiles vocalistas de su época. Era capaz de conseguir el tono perfecto sin haber visto el instrumento que lo tocaba.
Fue también pionera de la moderna parodia musical, habiendo ganado un Grammy en 1961 (junto a su marido Paul Weston) por su álbum Jonathan and Darlene Edwards in Paris.

## Inicios
Sus padres fueron Grover Cleveland Stafford y Anna York Stafford, prima lejana del Sargento Alvin York, héroe de la Primera Guerra Mundial. Originalmente ella quería ser cantante de ópera, por lo que estudio canto en su infancia. Sin embargo, a causa de la Gran Depresión, abandonó esa idea y se unió a sus hermanas Christine y Pauline para formar un grupo vocal de música popular The Stafford Sisters, que actuó en la emisora radiofónica KHJ, de Los Ángeles (California).
En 1937 trabajó fuera de escena con Fred Astaire interviniendo en la banda sonora de A Damsel in Distress, haciendo los arreglos y, junto a sus hermanas, las voces de fondo para el tema «Nice Work If You Can Get It».

## The Pied Pipers
Cuando sus hermanas se casaron, el grupo se disolvió y Stafford se unió a un nuevo conjunto, The Pied Pipers. Estaba formado por ocho miembros: John Huddleston (que era el esposo de Stafford en ese momento), Hal Hooper, Chuck Lowry, Bud Hervey, George Tait, Woody Newbury, y Dick Whittinghill, además de Stafford. El grupo llegó a ser muy popular, trabajó para la radio y en bandas sonoras cinematográficas, y captó la atención de dos de los arreglistas de Tommy Dorsey, Axel Stordahl y Paul Weston.
En 1938 Weston persuadió a Dorsey para que The Pied Pipers intervinieran en su programa de radio, por lo que se trasladaron a Nueva York a tal efecto. Lo que iba a ser una actuación a lo largo de diez semanas, finalizó tras dos programas. El grupo se quedó en la ciudad tres meses, con dificultades laborales, aunque hicieron grabaciones para RCA Victor Records.
La mitad de los miembros del grupo volvió a Los Ángeles, pero tuvieron dificultades para salir adelante, hasta que consiguieron una oferta para unirse a su big band en 1939. Esta decisión supuso un éxito para todos, especialmente para Stafford. El grupo actuó también con Frank Sinatra en algunas de las primeras grabaciones del cantante.
En 1942 el grupo tuvo una discusión con Dorsey, dejando de trabajar con él, pero en 1943 fue uno de los primeros conjuntos en firmar con el nuevo sello de Johnny Mercer, Capitol Records. El director musical de Capitol era el mismo Paul Weston que había sido decisivo en presentar a Stafford a Dorsey. Weston y Stafford se casaron en 1952, y tuvieron dos hijos, Tim y Amy.

## Carrera en solitario

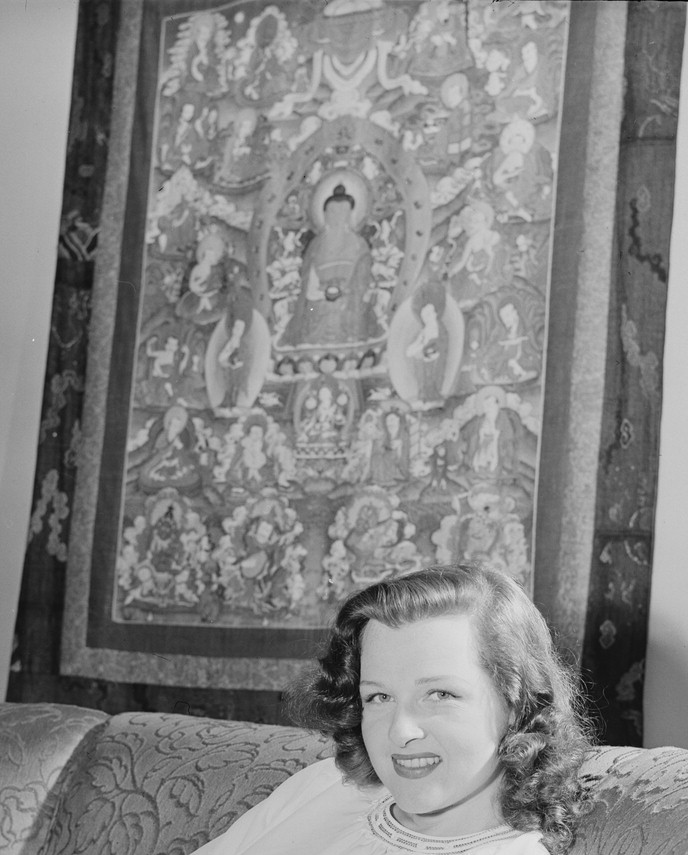
Jo Stafford con un arte Budista thangka, del Tibet, en el año 1946, Nueva York.

En 1944 Stafford dejó a The Pied Pipers para iniciar una carrera en solitario. Su trabajo con la United Service Organizations, con la cual dio numerosas actuaciones para soldados destacados fuera del país, le valieron el mote de "GI Jo." 
A partir de 1944 participó en un programa radiofónico musical y de variedades de la emisora NBC llamado The Chesterfield Supper Club.
En 1948 Stafford y Gordon MacRae tuvieron un gran éxito de ventas con su versión de "Say Something Sweet to Your Sweetheart" y en 1949 repitieron el éxito con "My Happiness".
En 1950 dejó Capitol por Columbia Records, volviendo nuevamente a Capitol en 1961. En Columbia fue la primera artista en vender 25 millones de discos. Durante su segundo período en Capitol, Stafford también grabó para Reprise, sello de Frank Sinatra. Esos álbumes aparecieron entre 1961 y 1964. Stafford dejó Reprise cuando Sinatra lo vendió a Warner Bros.
En la década de 1950 consiguió una cadena de éxitos junto a Frankie Laine, seis de los cuales entraron en la lista de los más vendidos; el dueto que hicieron con el tema de Hank Williams' "Hey Good Lookin'" llegó al top diez en 1951. En esta misma época Stafford logró sus éxitos más conocidos con grandes grabaciones tales como "Jambalaya", "Shrimp Boats", "Make Love to Me", y "You Belong to Me". La última de las canciones fue la más vendida de la carrera de Stafford, encabezando las listas de ventas tanto en Estados Unidos como en el Reino Unido (la primera ocasión en que una cantante encabezaba la lista británica).

## Carrera en la comedia
Stafford experimentó brevemente con la comedia bajo el nombre de "Cinderella G. Stump", con Red Ingle y los Natural Seven. Grabó una versión burlona y rústica del tema Temptation, pronunciando el término de modo humorístico". El verdadero éxito en este género, sin embargo, le llegaría casi accidentalmente. 
En los años 50, Stafford y Paul Weston entretenían a los invitados en las fiestas haciendo un sketch en el cual asumían la identidad de Jonathan y Darlene Edwards. Stafford, como Darlene, cantaba desafinando y con voz aguda; Weston, como Jonathan, tocaba un piano desafinado y usando ritmos extraños. Aprovechando un tiempo libre tras una sesión de grabación en 1957, Stafford, como chiste, grabó una pista como Darlene Edwards. Los que oyeron el bootleg respondieron positivamente y, al final de ese año, Stafford y Weston grabaron un álbum completo de canciones como Jonathan y Darlene titulado Jo Stafford and Paul Weston Present: The Original Piano Artistry of Jonathan Edwards, Vocals by Darlene Edwards. Como estrategia publicitaria, Stafford y Weston dijeron que los Edwards fueron descubiertos en una reunión en Nueva Jersey, y negaron cualquier conexión personal. La treta disparó un enorme interés por parte del público para intentar identificar a unos intérpretes de tan dudosa habilidad. (Algunos pensaban incluso que se trataba de Margaret y Harry Truman, según la revista Time). Pasó mucho tiempo antes de que la gente se diera cuenta de quiénes eran los Edwards. El disco fue seguido por un álbum de "pop estándares" en el que la pareja masacraba de manera intencional música popular. Este disco fue un éxito comercial y de crítica; acabó siendo el primer disco comercialmente rentable de parodia musical, allanando el camino para posteriores parodistas como "Weird Al" Yankovic. 
Stafford y Weston continuaron haciendo discos de Jonathan y Darlene, y su álbum de 1961, Jonathan and Darlene Edwards in Paris ganaron el Grammy al mejor disco de comedia. Fue el único gran galardón que consiguió Stafford en toda su carrera. 
Posteriormente, y durante varios años, siguieron editando discos de Jonathan y Darlene, y en 1977 sacaron el último, una versión del tema de The Bee Gees "Stayin' Alive", acompañado de una versión de la canción "I Am Woman." El mismo año tuvo un breve resurgir de la popularidad de Jonathan y Darlene cuando su versión de "Carioca" apareció en el tema de apertura y cierre de la película The Kentucky Fried Movie.

## Retiro
En 1966 Stafford entró en un retiro parcial, retirándose totalmente del negocio de la música en 1975. Exceptuando la versión de 1977 de "Stayin' Alive," Stafford no volvería a interpretar hasta 1990, en la ceremonia en honor a Frank Sinatra.
Ella falleció en Century City (Los Ángeles), California, debido a una insuficiencia cardiaca el 16 de julio de 2008, a los 90 años de edad.

## Discografía

### Éxitos en listas
| Año  | Título                                               | Posiciones en las listas | Posiciones en las listas |
| Año  | Título                                               | US Pop                   | UK Singles Chart         |
| ---- | ---------------------------------------------------- | ------------------------ | ------------------------ |
| 1944 | "Long Ago (and Far Away)"                            | 6                        | —                        |
| 1944 | "It Could Happen to You"                             | 10                       | —                        |
| 1945 | "That's for Me"                                      | 9                        | —                        |
| 1947 | "Feudin' and Fightin'" A                             | —                        | —                        |
| 1950 | "Goodnight, Irene"                                   | 26                       | —                        |
| 1950 | "No Other Love"                                      | 10                       | —                        |
| 1951 | "Shrimp Boats"                                       | 2                        | —                        |
| 1951 | "Pretty-Eyed Baby" (con Frankie Laine)               | 13                       | —                        |
| 1951 | "Gambella (The Gamblin' Lady)" (con Frankie Laine)   | 19                       | —                        |
| 1951 | "Hey, Good Lookin'" (con Frankie Laine)              | 9                        | —                        |
| 1952 | "Hambone" (con Frankie Laine)                        | 6                        | —                        |
| 1952 | "Settin' the Woods on Fire" (con Frankie Laine)      | 21                       | —                        |
| 1952 | "Chow Willy" (con Frankie Laine)                     | 25                       | —                        |
| 1952 | "You Belong To Me"                                   | 1                        | 1                        |
| 1952 | "Jambalaya"                                          | 3                        | 11                       |
| 1952 | "Keep It a Secret"                                   | 6                        | —                        |
| 1953 | "(Now and Then There's) A Fool Such as I"            | 20                       | —                        |
| 1953 | "Way Down Yonder in New Orleans" (con Frankie Laine) | 26                       | —                        |
| 1954 | "Make Love to Me!"                                   | 1                        | 8                        |
| 1954 | "Thank You for Calling"                              | 19                       | —                        |
| 1955 | "Suddenly There's a Valley"                          | 13                       | 12                       |
| 1955 | "Teach Me Tonight"                                   | 15                       | —                        |
| 1956 | "All Night Long"                                     | 99                       | —                        |
| 1956 | "It's Almost Tomorrow"                               | 14                       | —                        |
| 1956 | "Love Me Good"                                       | 62                       | —                        |
| 1956 | "With a Little Bit of Luck"                          | 85                       | —                        |
| 1957 | "Wind in the Willow"                                 | 53                       | —                        |

- A Número 5 en la lista Hot Country Songs.

### Álbumes
- Kiss Me, Kate (1949)
- Jo Stafford with Gordon MacRae (1949)
- Autumn in New York (1950)
- Songs for Sunday Evening (1950)
- American Folk Songs (1950)
- Songs of Faith (1950)
- Capitol Collectors Series (1950)
- As You Desire Me (1952)
- Starring Jo Stafford (1953)
- Broadway's Best (1953)
- New Orleans (1954)
- Garden of Prayers (1954)
- My Heart's in the Highland (1954)
- Soft and Sentimental (1955)
- Songs of Scotland (1955)
- Memory Songs (1955)
- Happy Holiday (1955)
- Ski Trails (1956)
- A Girl Named Jo (1956)
- Once Over Lightly (1957)
- Swinging Down Broadway (1958)
- Ballad of the Blues (1959)
- I'll Be Seeing You (1959)
- Jo Stafford's Greatest Hits (1959)
- Jo + Jazz (1960)
- Music of My Life (1961)
- Jonathan and Darlene Edwards in Paris (1961)
- Whispering Hope (1962)
- The Hits of Jo Stafford (1963)
- Peace in the Valley (1963)
- Joyful Season (1964)
- Getting Sentimental over Tommy Dorsey (1964)
- Sweet Hour of Prayer (1964)
- This is Jo Stafford (1966)
- Do I Hear a Waltz? (1966)
- Big Band Sound (1970)
- Piano Artistry of Jonathan Edwards (1985)
- G.I. Jo (1987)
- Broadway Revisited (1987)
- You Belong to Me (1989)
- America's Most Versatile Singing Star (1990)
- Fabulous Song Stylists (1991)
- You'll Never Walk Alone (1992)
- Greatest Hits (1993)
- 16 Most Requested Songs (1995)
- The Very Best of Jo Stafford (1995)
- Say It's Wonderful (1995)
- For You (1995)
- Spotlight on Jo Stafford (1996)
- Jazz (1996)
- Drifting and Dreaming with Jo Stafford (1996)
- Jo Stafford Story (1997)
- The One and Only (1997)
- Walkin' My Baby Back Home (1998)
- G.I. Jo Sings the Hits (1998)
- Too Marvellous for Words (1998)
- Coming Back Like a Song: 25 Hits: 1941-47 (1998)
- No Other Love (1998)
- Jo Stafford (1940-44 (1998)
- Happy Holidays: I Love the Winter Weather (1999)
- Jo + Broadway (1999)
- Jo + Blues (1999)
- Songs of Faith, Hope and Love (1999)
- Just Reminicin' (2000)
- Jo and Friends (2000)
- The Columbia Hits Collection (2001)
- Candy (2001)
- Haunted Heart (2001)
- A, You're Adorable (2001)
- International Hits (2001)
- Cocktail Hour (2001)
- The Magic of Jo Stafford (2001)
- My Darling, My Darling (2001)
- Jo Stafford on Capital (2001)
- Best of the War Years (2001)
- The Old Rugged Cross (2001)
- The Two of Us (2001)
- I Remember You (2002)
- The Ultimate Jo Stafford (2002)
- The Best of Jo Stafford (2003)
- Meet Jo Stafford (2003)
- You Belong to Me (2003)
- Stars of the Summer Night (2004)
- Over the Rainbow (2004)
- Alone and Together (2005)
- Memories Are Made of These (2005)
- Love, Mystery, and Adventure (2006)
- Sincerely Yours (2006)
- This is Gold (2006)
- Vintage Years (2006)
- All Hits (2006)
- Ultimate Capitol Collection (2007)
- Jo Stafford and Friends (2007)
- Her Greatest Hits (2008)

## Canciones notables

### En solitario
| - "All The Things You Are" - "Allentown Jail" - "Autumn in New York" - "Black Is the Color" - "Day By Day" - "Early Autumn" - "Feudin' and Fightin'" - "Georgia on My Mind" (versión más conocida, por Ray Charles) - "Goodnight Irene" (versión más conocida, por The Weavers) - "Haunted Heart" (la versión de Stafford aparece en los títulos finales de The Two Jakes) - "Here I'll Stay" - "I Love You" - "Indiscretion" - "I'll Be Seeing You" - "It Could Happen to You" - "It's Almost Tomorrow" (versión más conocida por The Dream Weavers) | - "Ivy" - "Jambalaya" - "Keep It a Secret" - "Just One Way to Say I Love You" - "The Last Mile Home" - "Let's Take the Long Way Home" - "Long Ago (And Far Away)" - "Make Love to Me!" - "Manhattan Serenade" - "The Nearness of You" - "No Other Love" (una canción diferente de la del mismo nombre de Perry Como) - "On London Bridge" - "Out of This World" - "Ragtime Cowboy Joe" - "September Song" - "Serenade of the Bells" - "Shrimp Boats" - "Some Enchanted Evening" (la versión más conocida es de Ezio Pinza) | - "Suddenly There's a Valley" (la versión más conocida es de Gogi Grant) - "Swingin' On Nothin'" - "Symphony" - "Teach Me Tonight" (la versión más conocida es de The DeCastro Sisters) - "Thank You for Calling" - "That Sugar Baby O' Mine" - "That's for Me" - "(Now and Then) There's a Fool Such As I" (las versiones más conocidas son de Hank Snow y Elvis Presley) - "There's No You" - "The Things We Did Last Summer" - "White Christmas" (la versión más famosa es de Bing Crosby) - "Wind in the Willow" - "With a Little Bit of Luck" - "You Belong to Me" (su tema más vendido; versionada con éxito en 1962 por The Duprees) |

### Con Frankie Laine
- "Back Where I Belong"
- "Basin Street Blues"
- "Floatin' Down To Cotton Town"
- "Goin' Like Wildfire"
- "Hey Good Lookin'"
- "In the Cool, Cool, Cool of the Evening"
- "Pretty-Eyed Baby"
- "Settin' The Woods On Fire"
- "Way Down Yonder In New Orleans"

### Con Gordon MacRae
- "'A' — You're Adorable" (la versión más conocida es de Perry Como)
- "Bibbidi-Bobbidi-Boo (The Magic Song)" (del film de Disney "Cenicienta")
- "Dearie"
- "Echoes"
- "My Darling, My Darling"
- "Say Something Sweet To Your Sweetheart"
- "Whispering Hope"

### Con Johnny Mercer
- "Candy"
- "Conversation While Dancing"
- "It's Great to Be Alive"